# Інка (напій)
Inka — це популярний польський зерновий напій, що слугує альтернативою каві. Виготовляється на основі ячменю, жита, цикорію та іноді бурякового кореня. Напій не містить кофеїну, тому його часто рекомендують дітям, вагітним жінкам та людям, які уникають кофеїновмісних напоїв.

## Історія
Inka була створена у Польщі наприкінці 60-х років XX століття. Вона швидко набула популярності як здоровий та доступний замінник кави. Завдяки своїй натуральності та легкому способу приготування напій залишився популярним до сьогодні.

## Склад та приготування
Основними інгредієнтами Inka є ячмінь, жито, цикорій та іноді буряковий корінь. Завдяки цикорію напій має характерний аромат та м’який, злегка карамельний смак. Для приготування достатньо розчинити порошок у гарячій воді або молоці. Додатково можна підсолодити напій медом, цукром або додати спеції, такі як кориця.

## Поживна цінність
| Компонент            | Значення        |
| -------------------- | --------------- |
| Вартість енергетична | 60 kJ / 14 kcal |
| Білки                | 0,2 г           |
| Вуглеводи            | 3,3 г           |
| Цукри                | 1,30 г          |
| Жири                 | 0 г             |
| Насичені жири        | 0 г             |
| Харчові волокна      | 0,6 г           |
| Натрій               | 0 г             |

## Варіації
На ринку доступні різні варіанти Inka, зокрема з додаванням молока, меду, какао або збагачені магнієм. Деякі версії містять додаткові вітаміни та мінерали, що робить їх привабливими для людей, які дбають про здорове харчування.

## Популярність
Inka залишається одним із найпопулярніших безкофеїнових напоїв у Польщі та експортується в інші країни. Вона асоціюється з домашнім затишком та традиціями і є важливою частиною польської кулінарної культури.